# Vámos Miklós
Vámos Miklós (eredetileg Vámos Tibor Miklós) (Budapest, 1950. január 29. –) József Attila-díjas magyar író, forgatókönyvíró, dramaturg, kiadóigazgató és műsorvezető.

## Életpályája

Huszonévesen (Csigó László felvétele)

Édesapja, dr. Vámos Tibor (1911–1969), pécsi származású volt, aki a háború előtt jogi diplomát szerzett. Családját kiirtották Auschwitzban. A világháborút követően rendőr lett, majd Rajk László titkára, de dolgozott marósként is, végül az Újpesti Bőrgyárban jogász lett. Édesanyja, Ribárszky Erzsébet (1917–1986), asztalos család sarja volt. Egész életében előadóként dolgozott, először a FŐMAV-nál (Fővárosi Mezőgazdasági Alkatrészellátó Vállalat), majd utódjánál, a MEGÉV-nél.
Egy nővére van, dr. Vámos Éva. Első házasságából, amelyet Pataki Judittal, a híres fejszámoló művész, Pataki Ferenc lányával kötött, született 1977-ben Anna lánya, aki apja nyomdokait követve dramaturgként és fordítóként dolgozik. Esze Dórával való házasságából, amely 2000–2009-ig tartott, 2003-ban ikerfiai születtek, Péter és Henrik.
Vámos 19 éves koráig használta a Tibor nevet, amikor Jovánovics Miklósnak, az Új Írás szerkesztőjének javaslatára a másik anyakönyvezett utónevére, Miklósra változtatta.

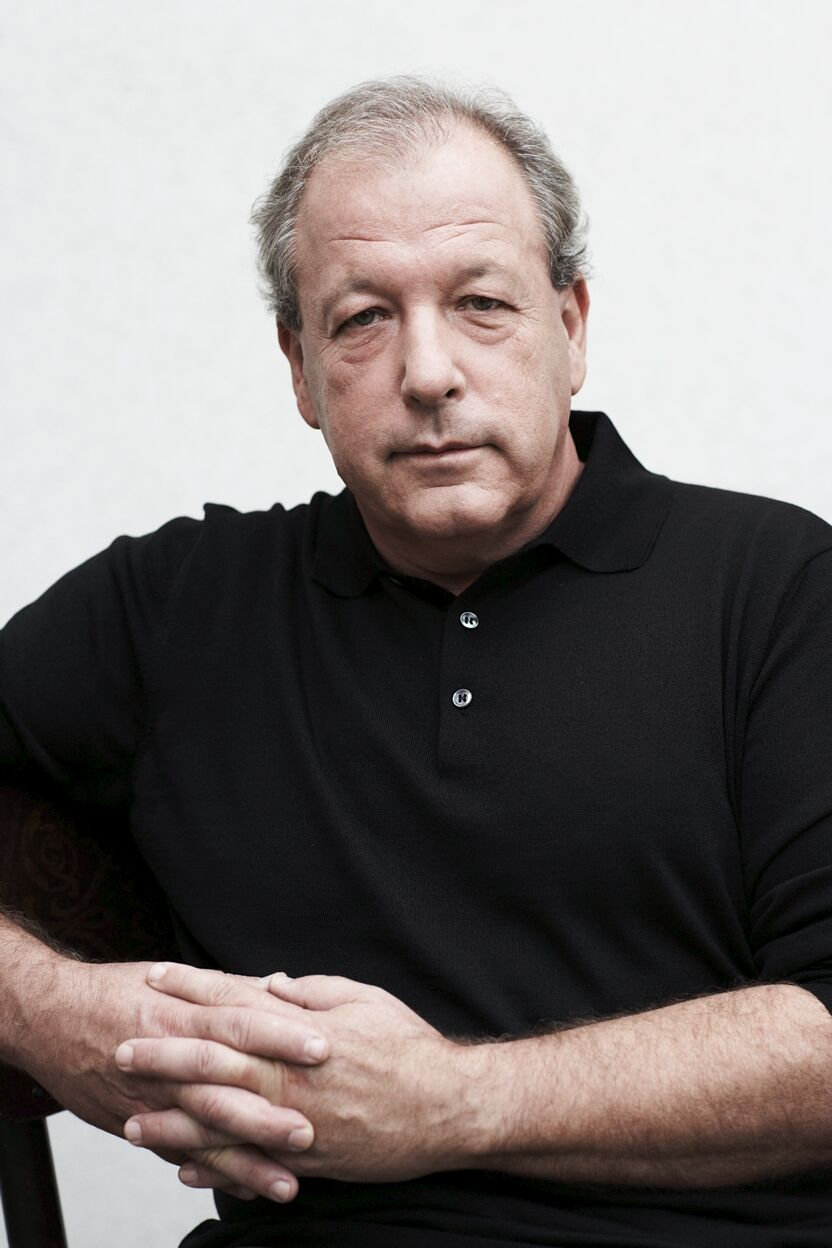
Burger Barna felvétele

A VI. kerületben, a Kölcsey Ferenc Gimnáziumban érettségizett francia tagozaton, 1968-ban. 1966–1971 között a Gerilla együttes tagja volt, amivel külföldön is fellépett. Elsőre nem vették fel az ELTE Bölcsészettudományi Karára, politikai okokból. 1968-69-ben kéziszedő ipari tanuló volt az Egyetemi Nyomdában, ebbéli emlékei tükröződnek Borgisz című regényében. Ugyanebben az évben felvették a budapesti jogi karra, így 1969–1970 között előfelvételisként Kalocsán katonáskodott.
1975-ben szerzett jogászdiplomát az ELTE Állam- és Jogtudományi Karán. 1972-ben szerkesztője lett a Jelenlét című, a bölcsészettudományi karon megjelenő irodalmi folyóiratnak. A diploma után mégsem jogászként, hanem az Objektív Filmstúdió dramaturgjaként dolgozott 1992-ig. Ezután három évig az Ab Ovo Kiadó igazgatója volt. 1988–1990 között az USA-ban élt: Fulbright-ösztöndíjas volt, és tanított több egyetem film- és színművészeti karán (Yale School of Drama, Connecticut College, City University of New York). 1990-től a The Nation amerikai hetilap kelet-európai tudósítója.
1995–2003 között televíziós műsorvezetőként is dolgozott, sikeres sorozata volt a Lehetetlen, a Rögtön és a 2 ember. 1997–2003 között az International Buda Stage színházának művészeti vezetője volt.
2005-től az Alexandra Könyvesházban a Vámos Klub keretén belül neves írókkal és költőkkel beszélget. A beszélgetéseket a Pax televízióban, illetve a Duna 2 Autonómia csatornán közvetítik. A The Washington Post magyar tudósítója, rendszeresen olvashatjuk írásait. Magyar nyelven kívül németül, angolul és franciául beszél, de spanyolul, oroszul és latin nyelven is olvas.
2009. februárjában, 19 év után megvált az Ab Ovo Kiadótól, és átszerződött az Európa Könyvkiadóhoz, mely az ő életművét adja ki. Ennek első darabja a Félnóta, amely a 2009-es Könyvfesztiválra jelent meg. Hat éve az Athenaeum kiadó szerzője. Újabb fontos regényei: Legközelebb majd sikerül, Dunapest. Az Athenaeumnál jelennek meg új sorozata, a Karcsú Könyvek kötetei is.
Írói álnevei: VT, Vámos Tibor, MT, Miklós Tibor, ZJ, Zakariás Jeromos.

## Művei
39 eredeti kötete jelent meg, írt regényeket, színműveket, novellákat, filmforgatókönyveket is. Legismertebb regényei: Zenga zének, A New York–Budapest metró, Anya csak egy van, Apák könyve. Magyarországon 4 drámáját mutatták be (például Asztalosinduló, Világszezon). Műveiben elsősorban a család és a történelem összefüggéseit ábrázolja a legszívesebben.
2008. október 31-én az Apák könyve terjesztési jogait megvásárolták az amerikaiak az Amerikai Egyesült Államok területén. Ez a regény először Németországban lett sikeres. Huszonnégy országban jelent meg azóta.

### Regények

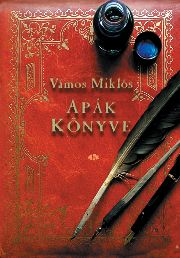
Apák könyve
Borító: Szurcsik József festőművész

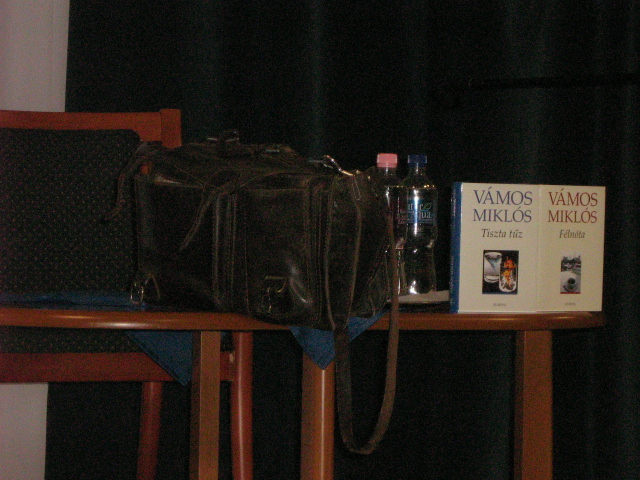
Vámos Miklós könyvei és a híres táska

- Borgisz, Kozmosz könyvkiadó, Budapest (1976). Nyomdász élményeit dolgozza fel.[14]
- Én és én, Magvető Könyvkiadó, Budapest (1979)[15]
- Háromszoros vivát, Szépirodalmi Könyvkiadó, Budapest (1981), drámák, hangjátékok[16]
- Hanyatt-homlok és Emily néni szakálla, Magvető Könyvkiadó, Budapest (1983), kisregények[17]
- Zenga zének, Szépirodalmi Könyvkiadó, Budapest (1983), 1996-ban újra kiadták, más borítóval az Ab Ovo Kiadóban[18][19]
- Félnóta, Magvető Könyvkiadó, Budapest (1986). A Gerilla (együttes)ben megélt élményeiről írta. 2009-ben a mű újraírt változatát az Európa Könyvkiadó adta ki.[20]
- Jaj, Szépirodalmi Könyvkiadó, Budapest (1988), kisregény[21]
- A New York–Budapest metró, Ab Ovo Kiadó, Budapest (1993). További kiadások: 2006
- Anya csak egy van, Ab Ovo Kiadó, Budapest (1995)
- 135 lehetetlen történet, Ab Ovo Kiadó, Budapest, (1997). Elbeszéléskötet. Szerkesztő: Szoboszlai Margit, Pataki Judit, illusztrátor, Szurcsik József. Megjelent 14 kiadásban, utoljára 2004-ben
- Apák könyve, Ab Ovo Kiadó, Budapest (2000), Illusztrátor: Szurcsik József
- Öt Kis Regény, Ab Ovo Kiadó, Budapest (2002), A kötetben szereplő kisregények: a Borgisz, az Én és én, az Emily néni szakálla, a Hanyatt-homlok és a Jaj. A legkorábbi írás az 1970-es évek elején, a legutolsó a '80-as évek végén jelent meg először. Első átdolgozott újra kiadásuk.
- Sánta kutya, Ab Ovo Kiadó, Budapest (2003), regény, szerkesztő Szoboszlai Margit, illusztrátor Fodor Anikó, fotó Gordon Eszter
- Márkez meg én, Ab Ovo Kiadó, Budapest (2004)
- Utazások Erotikában (Ki a franc az a Goethe?), Ab Ovo Kiadó, Budapest (2007) ISBN 9789639378612
- Tiszta tűz, Európa Könyvkiadó, Budapest, 2009. szeptember ISBN 978-963-07-8821-2, páros novellák és kisregények.[22]
- A csillagok világa, Európa Könyvkiadó, Budapest (2010), mesés regény ISBN 9789630790208[23]
- Szitakötő, Európa Könyvkiadó, Budapest (2012) regény
- Hattyúk dala, Európa Könyvkiadó, Budapest (2016) regény
- Álmaimban valahol, Európa Könyvkiadó, Budapest (2016) kisregények
- Legközelebb majd sikerül, Athenaeum, Budapest (2018) regény
- Dunapest, Athenaeum, Budapest (2020) regény
- Igen – (élni, olvasni, írni), Athenaeum, Budapest (2021)
- Ötvenhét lépés, Athenaeum, Budapest (2022) kisregény
- Budapest Nagyregény. Brand Nonprofit Zrt., Budapest (2023) regény (társszerző)
- Palackposta, Athenaeum, Budapest (2023) kisregény
- Visz a vonat, Athenaeum, Budapest (2023) kisregény és novellák
- Teendők halálom után, Athenaeum, Budapest (2023) kisregény
- Szív és Lélek – Ikermese, Athenaeum, Budapest (2023) kisregény
- Ki vinné haza, Athenaeum, Budapest (2024) kisregény
- Cím nélkül, Athenaeum, Budapest (2024) kisregény

### Novelláskötetek
- Előszó az ábécéhez, Magvető Könyvkiadó, Budapest (1972)
- Jelenleg tizenharmadik a listán, Magvető Könyvkiadó, Budapest (1973)
- Váltás, Magvető Könyvkiadó, Budapest (1977)
- Valaki más, Magvető Könyvkiadó, Budapest (1981)
- Szenvedélyes emberek, Szépirodalmi Könyvkiadó, Budapest (1985)
- Bár, Ab Ovo Kiadó, Budapest (1998) A Bárkapcsolat című novellából, Spáh Dávid forgatókönyve alapján készült, az Aqua című rövidfilm 2005-ben.
- Hogy volt, Ab Ovo Kiadó, Budapest (2005), irodalmi portrék
- töredelmes vallomás, Athenaeum Kiadó, Budapest (2018)

### Egyéb
töredelmes vallomás, Publicisztikák. Athenaeum Kiadó, Budapest (2018)
Hetvenkedő, Athenaeum, Budapest (2020) verseskötet
Igen – (élni, olvasni, írni)  Athenaeum, Budapest (2021)Töprengések a betűk csodás világáról.
Palackposta, Athenaeum, Budapest (2022) Cikkek a nyolcvanas évek elejéről, válogatva és lábjegyzetelve.

### Drámák
- Égszakadás-földindulás[24] (ősbemutató: Veszprémi Petőfi Színház) (1975)
- Asztalosinduló˙(ősbemutató: Szolnoki Szigligeti Színház) (1976)
- Háromszoros vivát (1981) (ősbemutató: Egri Várszínház) (1979)
- Világszezon (ősbemutató: Szegedi Nemzeti Színház) (1981)
- Valaki más – Vegyes páros (két egyfelvonásos) (ősbemutató: Játékszín) (1982), (Yale Cabaret) (New Haven, CT) (1989)
- Valaki más – Vegyes páros (Palmer Auditorium New London, CT, 1990)
- And the Sky is Falling Down (Source Theater, Washington DC, 1986) Az égszakadás-földindulás angol változata

### Egyéb
- Dr. Orángutay Tivadar, Ab Ovo Kiadó, Budapest (1980) Mesekönyv, 2006-ban újra kiadták változatlan borítóval
- Háromszoros vivát, Szépirodalmi könyvkiadó, Budapest (1981), Színművek és hangjátékok
- Ki nem küldött tudósítónk jelenti, Magvető könyvkiadó, Budapest (1985), Publicisztikák
- Teniszezz velem!, Magvető könyvkiadó, Budapest (1988), esszé
- Ha én Bródy volnék, Ab Ovo Kiadó, Budapest (1994), memoár
- Zwack, így tovább!,[25] Ab Ovo Kiadó, Budapest (1995), szerkesztő. Társszerzők: Borbíró Zsóka, Pataki Judit, Szoboszlai Margit, Szokács Eszter
- Szamba,[26] Ab Ovo Kiadó, Budapest (1996), Könyvmozi. Társszerzők: Ákos Judit, Bajomi András, Koltai Róbert
- The Xenophobe's® Guide to the Hungarians Alcím: Idegengyűlölők kalauza a magyarokhoz, Oval Books (1999), Sárközy Mátyással írt könyve, útikönyv. 14 országban adták ki különféle nyelveken
- NAGY EGÉRKÉZIQÖNYV, Ab Ovo Kiadó, Budapest (1998), társszerző. Szerkesztő: Pataki Judit és Szoboszlai Margit. Kereskedelmi forgalomba nem került, a Compaq PC-k mellé adták ajándékba
- Kedves kollégák, 1-2. Európa Könyvkiadó, Budapest ISBN 9789630789332 (2010)[27]
- Húrok, Európa Kiadó, Budapest (2013) ISBN 978963079588 3
- Lehetetlen + Rögtön. Két tévéműsor emlékére; Európa, Budapest, 2017

### Antológiák
- Ahol a sziget kezdődik, Magvető Könyvkiadó, Budapest (1971), Fiatal prózaírók antológiája (VM, Kisfiúk és Nagyfiúk)
- Add tovább!, Kozmosz könyvek, Budapest (1976), 55 mai költő és író /Antológia
- Ifjúság, ifjúság!…, Kossuth Könyvkiadó, Budapest (1976), (VM, Az ember dolgozni kezd)
- Ember születik, Kossuth Könyvkiadó, Budapest (1979), Novellák (VM, Pofon)
- Százszorszínház, Magvető Könyvkiadó, Budapest (1983) (VM: Égszakadás, földindulás)
- Rivalda 86-87, Csirkefej, Világszezon, Le az öregekkel, Magvető kiadó, Budapest (1988)! drámák
- Rakéta Irodalmi Kávéház, Magvető Könyvkiadó, Budapest (1988) (VM, Folyt. köv.)
- Foglaljon helyet!, Ab Ovo Kiadó, Budapest (1992), Szíves kalauz valamennyi (?) étteremről, kávéházról,… stb./Budapest és környéke
- Budapesti aggadák, Múlt és jövő kiadó, Budapest (1999), Novella antológia/Holocaust utáni próza
- Angyalföldi antológia, XIII. Kerület Közművelődéséért Közalapítvány, Budapest (2001) (VM, Barbár)
- A víziló, Sziporka és Bamba Géza, Ab Ovo Kiadó, Budapest (2002), Meseantológia, szerkesztő: Szoboszlai Margit
- Alibi hat hónapra, Szerencse, 6. , Alibi Kiadó Kft, Budapest (2004) (VM, Dupla vagy semmi)
- Euróvízió, Litera-könyvek, Budapest (2004), Kortárs magyar irodalmi antológia, 2004 (VM, Európa)
- Az év esszéi 2005, Magyar Napló kiadó (2005), szerkesztő: Molnár Krisztina
- Novellisták könyve, Noran Kiadó (2005), szerkesztő: Kőrössy P. József
- Playboy nagyinterjúk, MAP Magazin Kiadó Kft., Budapest (2006), A magyar Playboy 30 legizgalmasabb interjúja (VM, Semmi sem lehetetlen), fotózta Burger Barna
- Hogy írunk mi?, Kiadta a DFT. Hungaria Kft. (2007), szerkesztő: Oroszlán Éva
- Ők a nők, Parlando Könyvkiadó, (2008), szerkesztő: Szily Nóra
- Ismeretlen katona, Szoba Kiadó könyvkiadó, Miskolc (2008), szerkesztő: Kukorelly Endre, antológia
- Hasítás, Magvető könyvkiadó, Budapest (2008), Magyar rockantológia, szerkesztő: Tóth Krisztina, Békés Pál

### Publicisztika
1969-ben publikált először az Új Írásban, akkor még Vámos Tibor néven. Azóta is rendszeresen ír napi- és hetilapokba. Novelláit rangos külföldi lapok közölték, Németországban, Franciaországban, Skandináviában, a volt szocialista országokban, és 1986-tól főleg az Egyesült Államokban (The New York Times, The Nation, The Harpers Magazine, The Atlantic Monthly és a The New Haven Register). 1990 és 2005 között a The Nation amerikai hetilap tudósítója. Az Élet és Irodalomban 1993-tól jelennek meg írásai. A Népszabadságban rendszeresen jelennek meg cikkei. A Washington PostGlobál európai tudósítójaként havonta publikál. Az ELLE Magazin havonta közöl riportokat tőle.

### Fordításai
- A. R. Gurney, Love Letters, Szerelmes levelek], Levél-dráma, Ősbemutató (1992. november 14.)
- Elliot Aronson és Anthony Pratkanis: Rábeszélőgép (Age of Propaganda – The Everyday Use and Abuse of Persuasion) /1992, W.H. Freeman and Company, New York-Oxford, USA; magyar változat: Ab Ovo Kiadó, Budapest (1992)
- C. M. Schulz: Snoopy világhírű író lesz![29] Ab Ovo Kiadó, Budapest (1994) (Vámos Annával közösen). Angol-magyar képregénysorozat

### Hangoskönyvek
- Hogy volt (2006)
- Írók egymás közt, Alexandra Kiadó, Budapest (2008) Válogatás a Vámos klub legjavából

## Külföldön megjelent művei
Külföldön főleg novellái jelentek meg tekintélyes amerikai és nyugat-európai folyóiratokban, de több országban kiadták a legsikeresebb regényeit.
Apák könyve
- Buch der Väter,[30] Random House btb Verlag, Németország, Berlin (2004), fordító: Zeltner Ernő
- Il Libro dei Padri, Einaudi kiadó, Olaszország, (2006. január), fordító: Bruno Ventavoli.
- The Book of Fathers, Little Brown kiadó, Anglia (2006. augusztus), fordító: Peter Sherwood
- Knjiga očeva, Laguna könyvkiadó, Szerbia (2006), fordító: Ignjatovic Tóth Mária
- Le Livre Des Pères, Denoël kiadó, Franciaország (2007), fordító: Joëlle Dufeuilly
- Księga ojców, Albatros könyvkiadó, Lengyelország, Varsó (2008), fordító: Sobolewska Elżbieta
- Het Boek der vaders, Contact könyvkiadó, Hollandia (2008), fordító: Frans van Nes
- Book of Fathers, Other Press, USA, 2009. október, fordító: Peter Sherwood ISBN 9781590513392[31][32]
- El libro de los padres, Lumen, Spanyolország, 2010. január 15.[33]
- Knjiga očeva (Tvrdi uvez), Znanje Horvátország, Zágráb (2011), fordító: Xenia Detoni ISBN 9789533240121[34]

Anya csak egy van
- Vom Lieben und Hassen, Random House, Németország, Berlin (2006), fordító: Zeltner Ernő
- Majka je samo jedna, Laguna könyvkiadó, Szerbia (2008), fordító: Maria Toth Ignjatović

Bár
- La Neige Chinoise, Kínai hó L'Harmattan, Franciaország, Párizs (2003), fordító: Clara Tessier

Borgisz
- Borgis, Smena könyvkiadó, Szlovákia (1980), fordító: Katarina Králová-Ordodyová
- Borgis, Iskry könyvkiadó, Lengyelország, Varsó (1980), fordító: Krystyna Pisarska
- Borgis, Mlada Fronta, Csehország, Prága (1989), fordító: Milan Navratil

Jaj
- Ak og ve, Gyldendal, Dánia, Koppenhága (1991), fordító: Eszterhás Péter

Utazások Erotikában (Ki a franc az a Goethe?)
- Meine zehn Frauen, btb Verlag kiadó, Németország (2010), fordító: Andrea Ikker[35]

Zenga zének
- Kamrat Stalins glorie, Cappelen, Norvégia (1986), fordító: Terézia Schandl
- Sangen har vinger, Gyldendal, Dánia (1987), fordító: Eszterhás Péter
- Kamrat Stalins gloria, regény, Albert Bonniers kiadó, Svédország, Stockholm (1988), fordító: Robert Mashult

## Filmográfia
- Boldog születésnapot, Marylin! (1980), író
- Hanyatt-homlok,[36] (1983), író
- Boszorkányszombat (1983), dramaturg
- Villanyvonat (1984), író
- Vigyázat mélyföld!, (1986), társszerző
- Csók, Anyu (1987), író
- Szamba (1995), író, társszerző Koltai Róbert
- Ámbár tanár úr (1998), író
- A döntés, DEGA Filmstúdió, kortörténeti tanulmány (1998), szereplő
- Aqua, adaptáció Vámos Miklós Bárkapcsolat című novellájából (2006)
- Vallomás, 2008, dramaturg
- Gondolj rám, 2016, író, társszerző Kern András

## Televíziós műsorok
- Lehetetlen (1995–1998), Magyar Televízió, 80 adás után szűnt meg
- Rögtön (1999–2000), Magyar Televízió
- Rögtön jövök (2001)
- Kész regény (2001–2002), IBS-színpad
- 2 ember (2002–2003), Magyar Televízió, tíz páros portréfilm
- Vámos Klub, (2005-, Alexandra Könyvesház)
- SZÓSZ?!:), Nyelvi vetélkedősorozat, szereplő, 2009[37]

## Színházi előadásai
- Hogyan hódítsuk meg a nőket (férfiakat)?, író, előadó. Bemutató: 2003. január 18. IBS Színpad. (International Buda Stage)
- Pajzán históriák, író, előadó. Bemutató: 2003. október 30. IBS Színpad (International Buda Stage)
- Hogyan legyünk riportalanyok?,[38] író, riporter. Bemutató: 2006. október 20. Belvárosi Színház
- Marilyn Monroe csodálatos halála, író. Bemutató: 2012. október 12. Karinthy Színház

## Társadalmi szerepvállalásai
- A Hadkötelezettséget Ellenzők Ligája ügyvivője (1993)
- A Prima Primissima Junior Alapítvány kuratóriumának tagja
- A Nemzeti Kulturális Alap (NKA) állandó szakmai kollégiumának tagja (Szépirodalmi Szakmai Kollégium) (2007)
- A Pulitzer József-emlékbizottság tagja

## Szervezeti tagságai
- A Szépírók Társaságának tagja
- A PEN Club magyar tagozatának tagja
- A MÚOSZ (Magyar Újságírók Országos Szövetsége) tagja

## Díjak
- Kritikusok díja (1977)
- KISZ-díj (1983)
- József Attila-díj (1984)
- EURÓPA 1968 pályázat díja (1993)
- MSZOSZ-díj (1996)
- Kamera Hungaria (2000)
- Könyvtárosok Fitz József-díja (2001)
- Pro Cultura Urbis (2002)
- Kolumbusz-díj az értékekért – Magyarország díja (2003)
- A Magyar Köztársasági Érdemrend tisztikeresztje (2004)
- Bárka-díj (2005)
- Budapest XIII. kerület díszpolgára (2010)[39]
- Arany Medál díj (2012)[40]
- Prima Primissima díj (2016)
- Óbuda díszpolgára (2024)[41]

## Róla, műveiről, műveiből írták
- Koncz Zsuzsa, Fordul a világ című LP (1988), Zenga zének dala, melyet Vámos Miklós regénye ihletett.
- Vincze Attila Tamás, "Netközelben", Gabo Kiadó (2002), riportkönyv, szereplő
- Gerendás Péter: Apák könyve, CD, Artisjus, Budapest (2005), 12 dal Vámos Miklós regényéhez
- Alapi Zita, Vámos Miklós: A könyvek városa, szövegnyelvészeti szempontú elemzés (2006)
- Lénárt Gábor: Szerepéletek – Vámos Miklós regényeiről, Ab Ovo Kiadó, Budapest (2007)
- Vácziné Takács Edit, Megszólításformák Vámos Miklós Apák könyve című regényében szövegnyelvészeti szempontú elemzés (2007)

## Érdekességek
Kedvenc sportja a tenisz. A Teniszezz velem! Én se tudok még! című könyvét is, e sportág szeretete ihlette. Nagy állatbarát, kedvenc állata a kutya. Szereti a papagájokat is.

### Írások
- Száz hidat, ötmilliót, Népszabadság, Tájleírás rovat 2008. december 13. Publicisztika
- A New York-Budapest metró című regény online változata
- Élet és Irodalom, Írhatnám polgár sorozat:
  - A könyvek városa, ÉS, 49. évf./59.sz, 2005. december 23.
  - Görög az ég, ÉS, 50. évf./2.sz, 2006. január 13.
  - A homár ára, ÉS, 50 évf./4.sz
- Élet és Irodalom, Hogy volt sorozat. 48. évf/3.sz-49. évf/13.sz

### Interjúk
- Nyugat, 2001. január, Vámos a média Van Gogh-ja
- Hiányzik az az élet, Litera, 2009. március 12.
- Néha válni kell, Népszabadság Online, 2009. március 25.